# Bhargavi Rao
Bhargavi Prabhanjan Rao (Bellary, 14 de agosto de 1944 - Hyderabad, 23 de mayo de 2008) fue una eminente traductora de la literatura telugu premiada por la Sahitya Akademi. Participó activamente en la traducción de varias obras del célebre autor y dramaturgo Girish Karnad. Una de sus obras más famosa es Noorella Panta, una compilación de cien cuentos escritos por autoras del siglo XX que es aclamada como un hito en la literatura telegu. Rao murió debido a un ataque al corazón el 23 de mayo de 2008 en Hyderabad . 

## Datos biográficos
Bharagavi Rao nació y se crio en Bellary, Karnataka con sus padres, Santhy y Narahari Rao Taga; sus dos hermanos, Venkatesh y Prasad; y sus dos hermanas,Gayathri y Padmaja.  
Rao apareció como actriz infantil en dos películas regionales, y también prestó su voz a la radio. Posteriormente, se casó con Prabhanjan Rao, y continuó con sus estudios en el campo de la literatura inglesa para así poder obtener su licenciatura en la Universidad de Osmania. Rao realizó su doctorado en la Universidad de Osmania, donde obtuvo el título de Dra. Bhargavi P. Rao. Después, enseñó inglés en la Universidad de Osmania (primero en el Colegio Universitario de la Mujer, Koti y después en el Colegio Universitario de Nizam), hasta su jubilación en 2004. Tras jubilarse, fue nombrada catedrática honoraria en la Universidad Pottiramulu Telugu en Hyderabad.

## Familia
Rao se casó con Prabhanjan Rao en junio de 1960 en Tirupati. Tuvo 3 hijas: Mithravinda, Sharvani y Sushmitha; y 6 nietos: Vaishnavi, Pradyumna, Maya, Mukund, Vaikunt y Saaketh. Rao vivió en Santoshnagar (Hyderabad) desde 1977 hasta su fallecimiento. 

## Obras literarias
Sus publicaciones en telugu incluyen Album y Needala Godalu (poemas), Gundelo thadi, Chukka Navvindi y NaaPeru (cuentos), Abhisarika, Thoorpu Gaali (novelas), Pranava Ganga (obra de ballet) y Saugandhika (monólogo); también fue coautora de Urvasi, una obra de ballet Kuchipudi, con Varanasi Nagalakshmi. Sus traducciones de las obras en canarés de Girish Karnad son: Naagamandala, Hayavadana, Taladandam, Tughluq y Agni Varsham. Sus otras traducciones son Siri Sampenga y Kathaga Maarina Ammayi.  
Entre sus antologías, además de Noorella Panta, encontramos Mudra (mujeres poetas), Nooru Varahalu (cuentos), ¡Inkaanaa! Ikapai Saagadu (historias de Dalit), ¡Aaha! Oho! (historias humorísticas). Varias de sus obras traducidas han llegado a ser muy famosas en el estado de Andhra Pradesh. 
Rao colaboró con P Jayalakshmi, con quien tradujo y publicó el poema completo de Seela Subhadra Devi Yudham Oka Gunde Kotha al inglés como War a Heart's Ravage en marzo de 2003
Rao fue una prolífica escritora. Sus publicaciones en inglés incluyen Pebbles on the Sea Shore (cuentos), Hiccups (poemas), Meru Kanchana (novela), y Colours and Cadences: Poems from the Romantic Age (coeditado con T. Vijay Kumar). Tradujo varios trabajos al inglés e incluso tiene trabajos académicos bajo su nombre. También participó activamente en la contribución a una exclusiva revista electrónica literaria llamada Muse India .
Su último trabajo fue Putra Kameshti, el cual ganó el segundo puesto en un concurso realizado por la revista Swathi. 

## Premios y reconocimientos
Con su traducción de la obra de Girish Karnad, Taledanda, ganó el prestigioso Premio Central Sahitya Akademi en 1995. También recibió el Premio de la Universidad PS Telugu (1999), el Premio Sakhya Sahiti (2000) y el Premio Grihalakshmi (2001). Bhargavi Rao fue miembro de la Asociación Telugu de Norteamérica (TANA) y de la Asociación Literaria y Cultural Telugu